# Воля-Жицинська (гміна Вельґомлини)
Воля-Жицинська (пол. Wola Życińska) — село в Польщі, у гміні Вельґомлини Радомщанського повіту Лодзинського воєводства.
Населення — 27 осіб (2011).
У 1975-1998 роках село належало до Пйотрковського воєводства.

## Демографія
Демографічна структура станом на 31 березня 2011 року:
|          | Загалом | Допрацездатний вік | Працездатний вік | Постпрацездатний вік |
| -------- | ------- | ------------------ | ---------------- | -------------------- |
| Чоловіки | 16      | 2                  | 11               | 3                    |
| Жінки    | 11      | 0                  | 6                | 5                    |
| Разом    | 27      | 2                  | 17               | 8                    |